# Farmerama
Farmerama is een online browserspel van Bigpoint. In deze online boerderijsimulator kunnen spelers vee houden en groente en fruit verbouwen. Door het uitvoeren van diverse bestellingen en aparte opdrachten kan de speler zich ontwikkelen tot allround boer. In augustus 2011 waren er meer dan 30 miljoen geregistreerde gebruikers in meer dan 30 verschillende talen.

## Spelomgeving en -verloop
Iedere speler start met een eenvoudige boerderij, die uitgebouwd moet worden tot een goedlopend bedrijf.
Fruitbomen, akkers en stallen zijn er in verschillende soorten. Ieder level geeft de speler toegang tot nieuwe gewassen en dieren.
Items kunnen worden aangeschaft met "boerenduiten"  of "tulpenguldens".

### Akkerbouw en veeteelt
Wanneer het land op de juiste wijze is bewerkt, kan er worden gezaaid. In een per gewas vastgesteld tijdsbestek (realtime) zullen de zaadjes ontkiemen en gaan groeien. Het groeiproces kan worden versneld door water geven. Door de gewassen te bemesten met mest of supermest (een betere en snellere manier dan mest) worden deze beschermd tegen overvloedige regenval. Wanneer de gewassen gereed zijn kan er worden geoogst.
Door te fokken krijgt de speler nieuwe en vreemde dieren.

## Interactie
Spelers kunnen elkaar uitnodigen als buren, die elkaar kunnen helpen land bouwrijp te maken. Ook kunnen ze elkaar geschenken geven en met elkaar communiceren.